# Décret des princes

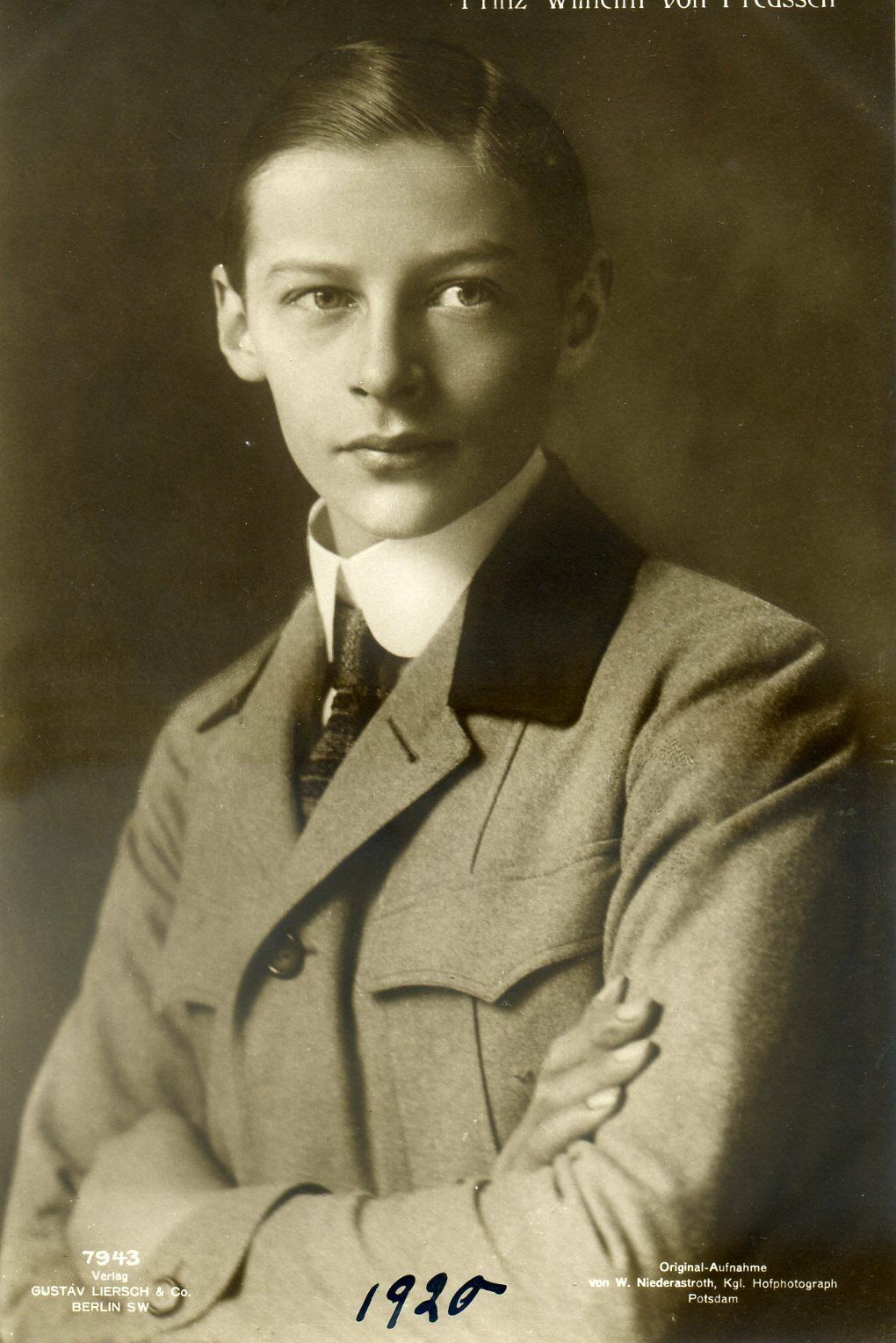
Le prince Guillaume de Prusse en 1920.

Le décret des princes (en allemand : Prinzenerlaß) est un décret secret émis par Adolf Hitler au printemps 1940 dans le but d'écarter du front les membres des anciennes familles princières allemandes et d'éviter ainsi les « morts-réclames » dénoncées par Joseph Goebbels. Ce premier décret est complété par un second, émis le 19 mai 1943, qui exclut de l'armée allemande les « hommes internationalement connectés », c'est-à-dire les individus ayant des parents étrangers.
Ces décrets antiaristocratiques illustrent la défiance croissante du régime nazi vis-à-vis des anciennes dynasties, qu'il avait cherché à séduire avant le déclenchement de la Seconde Guerre mondiale.
Une fois le Prinzenerlaß émis, presque tous les membres des anciennes maisons royales allemandes sont relevés de leurs fonctions de combat, le décret interdisant aux membres des anciennes familles régnantes d'Allemagne de servir activement dans la Wehrmacht. De fait, Hitler craint que leur participation aux combats n'augmente leur prestige ou leur influence auprès de la population allemande et ne menace ainsi son régime ou son emprise sur le pouvoir.

## Le décret de 1940
Le 23 mai 1940, le prince Guillaume de Prusse, fils aîné du Kronprinz et personnalité éminente de l'ancienne famille impériale allemande, est mortellement blessé près de Valenciennes alors qu'il participe à la campagne militaire contre la France. Organisées le 29 mai suivant, les funérailles du prince donnent lieu à un rassemblement d'environ 50 000 personnes à Potsdam. Effrayé par la popularité que conservent les membres des anciennes dynasties auprès de la population allemande, Adolf Hitler prend la décision d'écarter les princes de l'armée, n'autorisant que le maintien de quelques « privilégiés » au sein des états-majors,. De son côté, le ministre de la Propagande Joseph Goebbels fustige la mise en valeur des princes morts au combat, qualifiant leur disparition de « mort-réclame ».

## Le décret de 1943
Le 19 mai 1943, Adolf Hitler émet un nouveau décret qui vise principalement les membres des anciennes familles royales allemandes : le « décret concernant les hommes internationalement connectés ». Ce dernier exclut non seulement les princes de l'armée allemande, mais il les écarte également du parti nazi et de la classe politique. Cependant, comme avec le décret de 1940, le décret de 1943 n'est pas appliqué à tous les membres des anciennes dynasties. Ainsi, en sont écartés le prince Frédéric-Christian de Schaumbourg-Lippe (en) ou, jusqu'en septembre 1943, le prince Philippe de Hesse-Cassel.